# Осман ибн Аби ел Ас
Осман ибн Аби ел Ас ел Такафи (арапски: عثمان ابن بو ٱلعاص, романизовано: Uthmān ibn Abī al-ʿĀs; умро 671. или 675.) био је пратилац исламског пророка Мухамеда из племена Бану Такиф и гувернер провинције Бахрајн (источна Арабија) и Омана (југоисточна Арабија) 636–650, за време владавине калифа Омара (634–644) и Османа (644–656). Током свог гувернерства водио је војне походе против сасанидских Персијанаца у Фарсу. Након одласка са дужности, настанио се са браћом у Басри где му је халифа доделио велико имање. Пренео је бројне хадисе учењаку Ел Хасану ел Басрију и умро у граду Басри.

## Порекло и намесништво у Та'ифу
Осман је био син Абу ел Ас ибн Бишр ибн Абд Думана из племена Бану Такиф са седиштем у Таифу у Хиџазу (западна Арабија). Они су припадали племену Бану Хутајт, истакнутој породици Бану Џушам, која је била један од два главна огранка Такифа. Осман је имао петоро браће: Ел Хакам, Ел Мугира, Абу Умаја, Абу Амр - који су сви били синови Османове мајке Фатиме бинт Абдилах  - и Хафс.
Осман је био најмлађи члан шесточлане делегације представника Такифа послате да успостави мир са исламским пророком Мухамедом 9. децембра 630. године, мало пре муслиманског освајања њиховог града 631. године. Делегација је прихватила ислам током овог састанка, иако историчари 8. века Ел Вакиди и Омар ибн Шаба сматрају да је Осман већ прешао на ислам током претходне посете Мухамеду у Медини, али да је то држао у тајности од свог племена. Упркос младости, Мухамед је прогласио Османа за гувернера Таифа. Његово именовање проистекло је из његове очигледне ревности у проучавању ислама и Курана, како је Мухамеду посведочио Ебу Бекр, будући први халифа (вођа муслиманске заједнице). Османoов јурисдикција била је над насељеним становницима Таифа и околине (над номадима из Хавазина управљао је Малик ибн Авф ел Насри) и он је остао на тој функцији у време Мухамедове смрти 632. године. Био је први члан Такифа који је постигао истакнуто место под исламом.
После Мухамедове смрти, многа арапска племена су се побунила против муслиманске државе која је била тек створена. Осман је играо кључну улогу одржавајући лојалност Такифа према исламу. Током ратова Рида које је Ебу Бекр покренуо против побуњеничких племена, Осман је послао снаге из Таифа против побуњеничких кланова из племена Азд и Баџила у Јемену (југозападна Арабија). Касније је из града дао двадесет људи под командом свог брата да помогну Медининим ратним напорима у Јемену. Ебу Бекр је задржао Османа на свом положају, као и његов наследник калиф Омар.

## Гувернер Бахреина и Омана
Калиф Oмар је именовао Османа за гувернера Бахрајна (источна Арабија) и Омана (југоисточна Арабија) 636. године, након смене Ел Ала ел Хадрамија. Покрајина Јамама (централна Арабија) је у то време била административно припојена Бахрајну. Омар је дозволио Осману да наименује Ел Хакама за свог заменика у Таифу.
Осман је упутио поморске експедиције против поморских лука и положаја Сасанидског царства и даље на исток до граница Индије. Први арапски поморски напади на луке индијског потконтинента изведене су по наређењу Османа. Према историји Ел Баладурија, напади су циљали Тане (близу модерног Мумбаија), Дебала и Баруча. Нападом на Тане, првим арапским упадом у Индији, заповедао је Османов брат Ел Хакам и био је успешан, Арапи су се вратили у Оман без икаквих губитака у људству. Следећим нападом на Дебал командовао је други брат, Ел Мугира, Ел Хакам је предводио упад у Баруч. Упади су покренути  636. године према ел Баладурију, што подржава савремени историчар Наби Бахш Хан Балоч, који сумња да су се вероватно догодили крајем 636. године. Поморске операције су покренуте без Омарове санкције и он их није одобрио сазнавши за операције, наводећи свој страх за сигурност арапских трупа на мору. Савремени јерменски историчар Себеос потврђује ове арапске нападе на сасанидско приморје. Према Балочу, разлози за Османову иницијативу нису идентификовани у средњовековним изворима и вероватно су то биле авантуре вођене ревношћу у сврху џихада (свете борбе).
Омар је 637. године опозван из Бахреина и поново именован да управља Таифом, вероватно као последица његовог једностраног покретања поморских упада против Индије. Враћен је у Бахрајн 638. године, након неуспелог поморског препада Ел Ала против сасанидске провинције Фарс, који се завршио великим губицима Арапа. У периоду 638–639. Осман је лично предводио велики напад дуж обале Фарса. Његов брат Ел Хакам га је пратио, док је он препустио Ел Мугири да надгледа административне послове у Бахраину као његов заменик. Током 639. или 640. године, Осман и Ел Хакам су у провинцији Фарс успоставили арапски војни логор након што су заузели граду Таваџ близу обале Персијског залива, југозападно од модерног Шираза. Затим је 641. године Осман основао своје стално седиште у Таваџу, које је утврдио. Исте године је из Таваџа заузео град Реишахр и убио сасанидског гувернера Фарса, извесног Шахрука. До 642. године Осман је потчинио градове Џарех, Казерун и Ел Нубиндџан.
Око 643. године, Османовим снагама се придружио Абу Муса ел Ашари, арапски гувернер Басре, који се борио против Сасанида на ирачком фронту. Осман је задржао свеукупно заповедништво и заједно су освојили Араџан и област Шираз, док је Осман освојио град Дарабџирд даље на истоку без Абу Мусе. Ова освајања су се догодила између 643. и 644.Омар је преминуо у крајем године, а наследио га је Осман ибн Афан, који је задржао Османа на његовом положају још око шест година. Осман није успео да заузме сасанидска упоришта Истахр и Џур (Фирузабад) у планинском делу централног Фарса, која је 649. године освојио арапски гувернер Басре Абд Алах ибн Амир. Те године је Ибн Амир добио врховну команду над војскама Османа и Абу Мусе у Ирану.

## Каснији живот, смрт и наслеђе
Калиф је отпустио Османа и он повукао у Басру након 650. Калиф је 29. фебруара 650. године Осману доделио велико имање у близини града - у Ел Убули (Апологос) на обали реке Еуфрат - од кога је он делио свакоме од своје браће по парче да би могли даље градити имања. Канал ископан на имању назван је по њему Шат Осман.Осман је умро у Басри 671., 672. или 675.
Истакнути исламски теолог и учењак Ел Хасан ел Басри је пренео хадис (Мухамедове традиције) Османа током његовог боравка у Басри. Од укупно двадесет и девет хадиса које је пренео Осман, три су забележена у муслиманима Сахих, а остатак у различитим поглављима хадиса. Унука Османа, Ум Мухамад бинт Абд Алах ибн Осман била је удата за генерала и гувернера Салма ибн Зијада и током његове експедиције 681. године постала је позната као прва арапска жена која је прешла реку Окс у Трансоксијани.